# ボープレオ＝アン＝モージュ
ボープレオ＝アン＝モージュ （Beaupréau-en-Mauges）は、フランス、ペイ・ド・ラ・ロワール地域圏、メーヌ＝エ＝ロワール県のコミューン。

## 歴史
自治体間連合サントル＝モージュ（fr）に属していた10のコミューン、アンドルゼ、ボープレオ、ラ・シャペル＝デュ＝ジュネ、ジェステ、ジャレ、ラ・ジュボディエール、ル・パン＝アン＝モージュ、ラ・ポワトヴィニエール、サン＝フィルベール＝アン＝モージュ、ヴィルデュー＝ラ＝ブルエールが合併して、2015年12月15日に創設された。

### ノート
1. ↑  La commune de fr:Bégrolles-en-Mauges a choisi de rejoindre la fr:Communauté d'agglomération du Choletais.